# Szürkés szigonyosbagoly
A szürkés szigonyosbagoly (Acronicta psi) a rovarok (Insecta) osztályának a lepkék (Lepidoptera) rendjébe, ezen belül a bagolylepkefélék (Noctuidae) családjába tartozó faj.

## Előfordulása
A szürkés szigonyosbagoly előfordulási területe Európa, Spanyolországtól kezdve, egészen Finnországig. A Brit-szigeteken és Ázsia nyugati határán is fellelhető.

## Megjelenése
Szárnyfesztávolsága 35–45 milliméter. Alapszíne szürke, rajta szigonyra emlékeztető sötét minták vannak. Az imágót ránézésre nem lehet megkülönböztetni a rokon Acronicta tridenstől, azonban a hernyóik eltérőek egymástól. A szóban forgó lepke hernyójának testén vörös és sárga minták vannak; a tarkóján egy fekete kinövés látható.

## Életmódja
Az erdős élőhelyeket kedveli. Az imágó kora nyártól nyárközépig repül. A hernyó tápnövényei: a Betula-, a Quercus-, az Ulmus-, a Crataegus- és a Prunus-fajok.

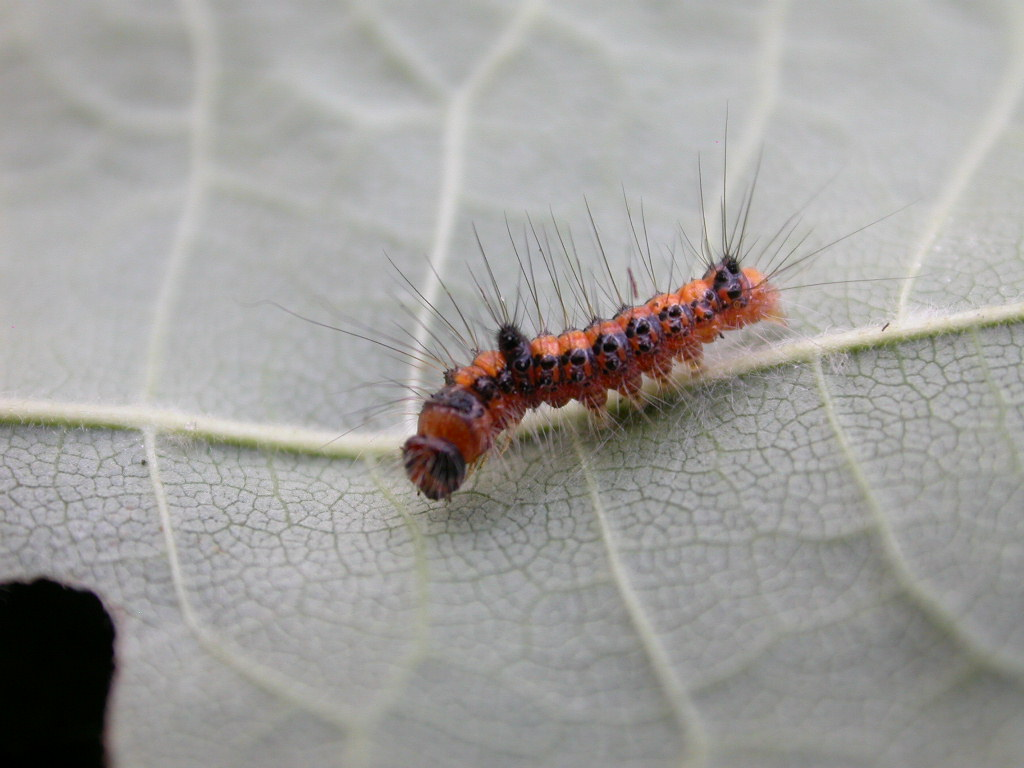
Fiatal lárva
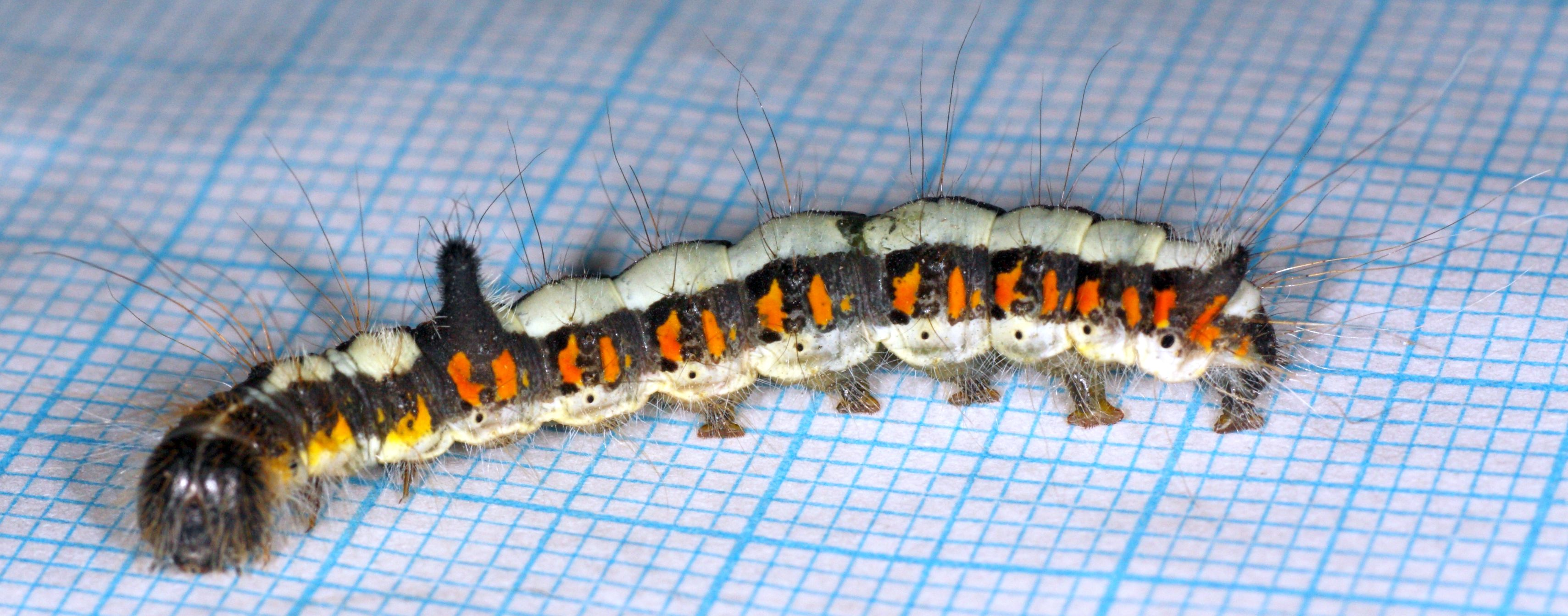
Érett lárva augusztusban
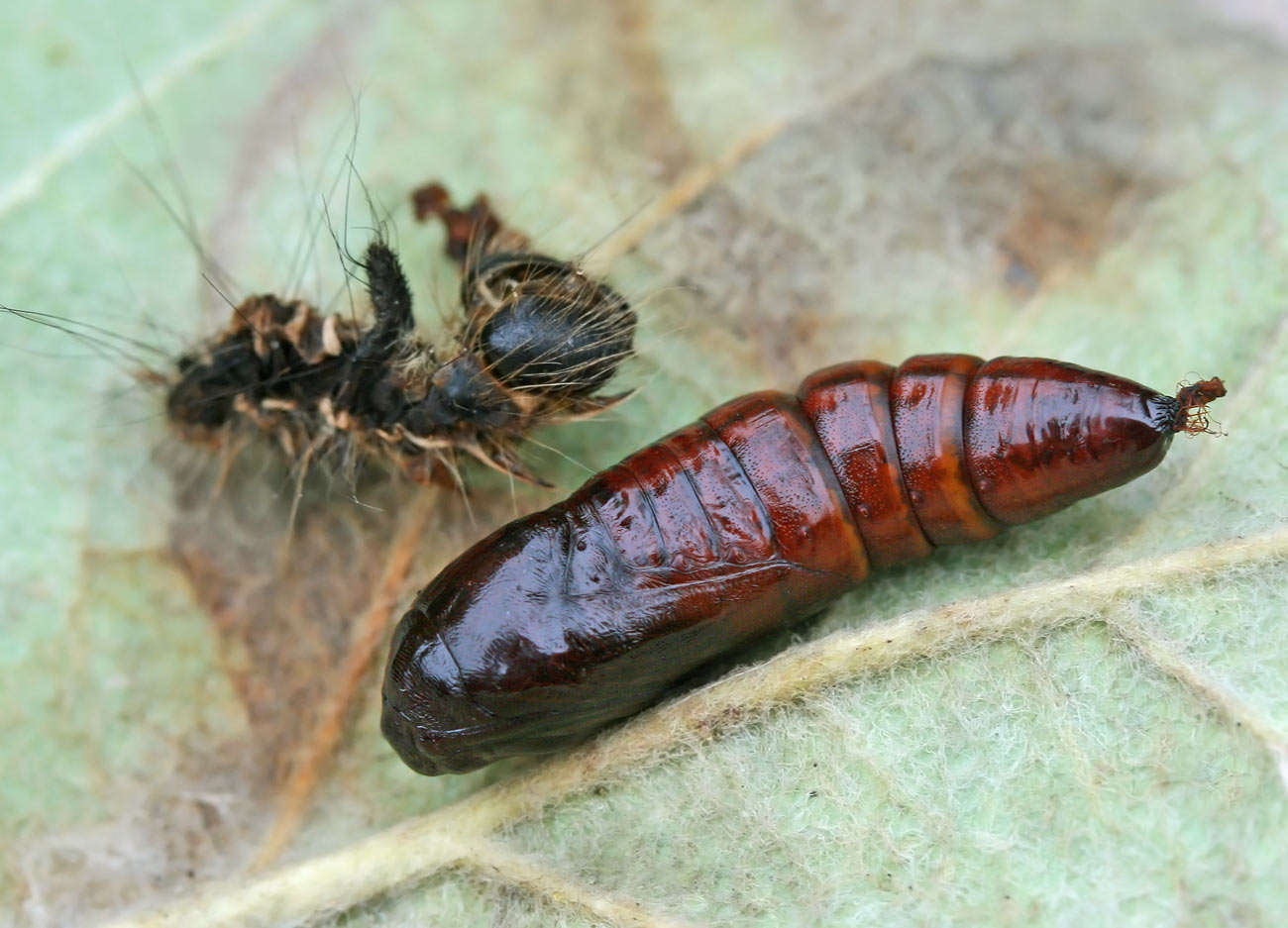
Puppe
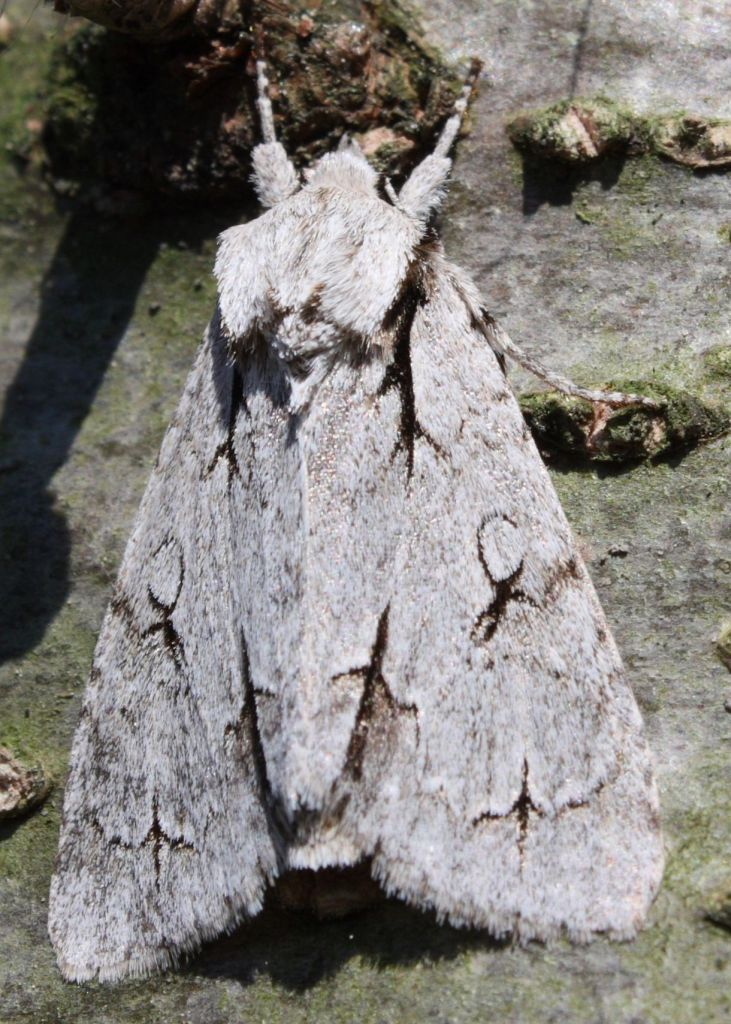
Álcázás